# Les Compagnons d'Ulysse
Pour l’article homonyme, voir Les Compagnons d'Ulysse (fable).
Les Compagnons d'Ulysse ou  À Monseigneur le Duc de  Bourgogne est la première fable du livre XII de Jean de La Fontaine situé dans le troisième et dernier recueil des Fables de La Fontaine, édité pour la première fois en 1693 mais daté de 1694. Inspiré de l’Odyssée d’Homère.

## Texte de la fable
Prince,  l'unique objet du soin des Immortels,

Souffrez  que mon encens parfume vos autels.

Je vous offre un peu tard ces présents de ma Muse ;

Les ans et les travaux me serviront d'excuse.

Mon  esprit diminue, au lieu qu'à chaque instant

On  aperçoit le vôtre aller en augmentant.

Il  ne va pas, il court, il semble avoir des ailes.

Le  Héros dont il tient des qualités si belles

Dans  le métier de Mars brûle d'en faire autant :

Il  ne tient pas à lui que, forçant la Victoire,

               Il ne marche à pas de géant

               Dans la carrière de la Gloire.

Quelque  Dieu le retient ; c'est notre Souverain,

Lui  qu'un mois a rendu maître et vainqueur du Rhin ;

Cette  rapidité fut alors nécessaire ;

Peut-être  elle serait aujourd'hui téméraire.

Je  m'en tais ; aussi bien les Ris et les Amours 

Ne  sont pas soupçonnés d'aimer les longs discours.

De  ces sortes de Dieux votre cour se compose.

Ils  ne vous quittent point. Ce n'est pas qu'après tout

D'autres  Divinités n'y tiennent le haut bout :

Le  sens et la raison y règlent toute chose.

Consultez  ces derniers sur un fait où les Grecs,

               Imprudents et peu circonspects,

               S'abandonnèrent à des charmes

Qui  métamorphosaient en bêtes les humains.

Les  Compagnons d'Ulysse, après dix ans d'alarmes,

Erraient  au gré du vent, de leurs sorts incertains.

               Ils abordèrent un rivage

               Où la fille du dieu du jour,

               Circé , tenait alors sa cour.

               Elle leur fit prendre un  breuvage

Délicieux,  mais plein d'un funeste poison.

               D'abord ils perdent la raison ;

Quelques  moments après, leur corps et leur visage

Prennent  l'air et les traits d'animaux différents :

Les  voilà devenus Ours, Lions, Éléphants ;

               Les uns sous une masse énorme,

               Les autres sous une autre forme  ;

Il  s'en vit de petits, exemplum ut Talpa.

               Le seul Ulysse en échappa.

Il  sut se défier de la liqueur traîtresse.

               Comme il joignait à la sagesse

La  mine d'un héros et le doux entretien,

               Il fit tant que l'Enchanteresse

Prit  un autre poison peu différent du sien<.

Une  Déesse dit tout ce qu'elle a dans l'âme :

               Celle-ci déclara sa flamme.

Ulysse  était trop fin pour ne pas profiter

               D'une pareille conjoncture.

Il  obtint qu'on rendrait à ces Grecs leur figure.

 Mais la voudront-ils bien, dit la Nymphe,  accepter ?

Allez  le proposer de ce pas à la troupe.

Ulysse  y court et dit : L'empoisonneuse coupe

A  son remède encore ; et je viens vous l'offrir :

Chers  amis, voulez-vous hommes redevenir ?

               On vous rend déjà la  parole."

               Le Lion dit, pensant rugir :

               Je n'ai pas la tête si folle.

Moi  renoncer aux dons que je viens d'acquérir ?

J'ai  griffe et dent, et mets en pièces qui m'attaque.

Je  suis roi : deviendrai-je un Citadin d'Ithaque ?

Tu  me rendras peut-être encor simple Soldat :

               Je ne veux point changer d'état.

Ulysse  du Lion court à l'Ours : Eh, mon frère,

Comme  te voilà fait ! Je t'ai vu si joli !

               Ah vraiment nous y voici,

               Reprit l'Ours à sa manière.

Comme  me voilà fait ! comme doit être un Ours.

Qui  t'a dit qu'une forme est plus belle qu'une autre ?

      Est-ce à la tienne à juger de la nôtre ?

Je  me rapporte aux yeux d'une Ourse mes amours.

Te  déplais-je ? va-t’en, suis ta route et me laisse :

Je  vis libre, content, sans nul soin qui me presse ;

               Et te dis tout net et tout plat :

               Je ne veux point changer d'état.

Le  Prince grec au Loup va proposer l'affaire ;

Il  lui dit, au hasard d'un semblable refus :

               Camarade, je suis confus

               Qu'une jeune et belle Bergère

      Conte aux échos les appétits gloutons

Qui  t'ont fait manger ses moutons.

Autrefois  on t'eût vu sauver la bergerie :

               Tu menais une honnête vie.

               Quitte ces bois et redevien, 

               Au lieu de Loup, Homme de bien.

En  est-il ? dit le Loup : Pour moi, je n'en vois guère.

Tu  t'en viens me traiter de bête carnassière :

Toi  qui parles, qu'es-tu ? N'auriez-vous pas, sans moi,

Mangé  ces animaux que plaint tout le village ?

               Si j'étais Homme, par ta foi,

               Aimerais-je moins le carnage ?

Pour  un mot quelquefois vous vous étranglez tous :

Ne  vous êtes-vous pas l'un à l'autre des Loups  ?

Tout  bien considéré, je te soutiens en somme

               Que scélérat pour scélérat,

               Il vaut mieux être un Loup qu'un  Homme :

               Je ne veux point changer d'état.

Ulysse  fit à tous une même semonce ;

               Chacun d'eux fit même réponse,

               Autant le grand que le petit.

La  liberté, les bois, suivre leur appétit,

               C'était leurs délices suprêmes ;

Tous  renonçaient au los  des belles actions.

Ils  croyaient s'affranchir selon leurs passions,

               Ils étaient esclaves  d'eux-mêmes.

Prince,  j'aurais voulu vous choisir un sujet

Où  je pusse mêler le plaisant à l'utile :

               C'était sans doute un beau  projet

               Si ce choix  eût été facile.

Les  compagnons d'Ulysse enfin se sont offerts,

Ils  ont force pareils en ce bas univers :

               Gens à qui j'impose pour peine

               Votre censure et votre haine.
— Jean de La Fontaine, Fables de La Fontaine, Les Compagnons d'Ulysse, texte établi par Jean-Pierre Collinet, Fables, contes et nouvelles, Gallimard, « Bibliothèque de la Pléiade », 1991, p. 451